# Nieuw-Zeelandse vleermuis
De Nieuw-Zeelandse vleermuis (Mystacina tuberculata) is een enkel op Nieuw-Zeeland voorkomende soort vleermuis, waarmee het samen met Chalinolobus tuberculatus een van de twee inheemse en endemische landzoogdieren van Nieuw-Zeeland is. Het is de enige nog levende soort uit de familie der Nieuw-Zeelandse vleermuizen (Mystacinidae). Een andere soort, de grote Nieuw-Zeelandse vleermuis (Mystacina robusta), is voor het laatst in 1967 waargenomen en wordt als uitgestorven beschouwd. De Nieuw-Zeelandse vleermuizen zijn waarschijnlijk het nauwst verwant aan Neotropische vleermuizen als de hazenlipvleermuizen.
Alhoewel de soort kan vliegen, is de Nieuw-Zeelandse vleermuis de meest terrestrische vleermuissoort, wat wil zeggen dat de soort anders dan de andere vleermuizen voornamelijk op de grond leeft. De soort besteedt het grootste deel van zijn leven klimmend in bomen en over boomstammen, of kruipend over de grond. De soort is op de grond zeer beweeglijk. Waarschijnlijk is de soort zo geëvolueerd doordat op Nieuw-Zeeland voor de rest terrestrische zoogdieren en predatoren ontbreken.

## Kenmerken
De ledematen zijn aangepast aan een klimmende en kruipende levenswijze. De armen zijn kort en naar voren gericht, waardoor ze als voorpoten kunnen worden gebruikt, de duimen en tenen hebben lange, scherpe en gebogen klauwen, waarmee het dier zich in de boomschors verankert, en de vlieghuid kan langs het lichaam worden samengevouwen, waardoor deze niet in de weg zit of beschadigd kan raken bij het kruipen.
De Nieuw-Zeelandse vleermuis heeft een korte, fluweelachtige bruingrijze vacht. De staart steekt uit het staartmembraan. De Nieuw-Zeelandse vleermuis heeft eenvoudige, grote oren met een lange tragus. De Nieuw-Zeelandse vleermuis is 5 à 6 centimeter lang en 12 tot 22 gram zwaar. De staart is 18 millimeter en de voorarm 40 tot 46 millimeter lang.

## Leefwijze
De Nieuw-Zeelandse vleermuis leeft van op de grond levende geleedpotigen, voornamelijk insecten en larven, maar ook van vliegende insecten, nectar, stuifmeel en vruchten. Met het gehoor en de reukzin sporen ze prooidieren op tussen afgevallen bladeren. Vliegende insecten wordt gevonden door middel van echolocatie.
's Nachts gaan ze op jacht, overdag verblijven ze in groepen in boomholten, soms ook in rotsspleten, grotten en holen in de grond. Mannetjes zingen in groepjes in roestplaatsen, waarschijnlijk om vrouwtjes aan te trekken.
Het vrouwtje krijgt één jong per worp. In de eerste tijd na de geboorte wordt het jong door de moeder op de borst gedragen. Halfwassen jongen worden in het hol achtergelaten, tot ze oud genoeg zijn om te kunnen vliegen.

## Mystacinobia
De Nieuw-Zeelandse vleermuis heeft een bijzondere relatie met een vleugelloze vlieg, Mystacinobia zelandica. Deze vlieg leeft in de roestplaatsen van vleermuizen, waar het leeft van schimmels die groeien op de guano van de vleermuizen. Om zich te verspreiden, klimmen de vliegen in de vacht van de vleermuis en laten ze zich transporteren.
Geslacht Icarops (fossiel): Icarops aeneae · Icarops breviceps · Icarops paradox

Geslacht Mystacina: Grote Nieuw-Zeelandse vleermuis (Mystacina robusta) (uitgestorven) · Nieuw-Zeelandse vleermuis (Mystacina tuberculata)